# Levie
Levie (kors. Livìa) – miejscowość i gmina we Francji, w regionie Korsyka, w departamencie Korsyka Południowa.
Według danych na rok 1990 gminę zamieszkiwało 781 osób, a gęstość zaludnienia wynosiła 9 osób/km².